# Anauxesida orientalis
Anauxesida orientalis là một loài bọ cánh cứng trong họ Cerambycidae.